# Ernesto Melo Antunes
Ernesto Augusto de Melo Antunes OA • GCL (Lisboa, 2 de outubro de 1933 – Sintra, 10 de agosto de 1999) foi um militar e político português.

## Biografia
Viveu em Angola entre os seis e os nove anos, onde o pai, Ernesto Augusto Antunes (filho de Jerónimo Augusto Antunes e Felicidade Gonçalves), era militar, com sua mãe Maria José Sanches Forjaz de Melo (filha de Lúcia Sanches e de seu segundo marido Benjamim Ferraz de Melo) e seu irmão Fernando de Melo Antunes.
Frequentou o liceu de Aveiro e, posteriormente, o de Faro e o Colégio de Tavira, até 1953. Ingressou na Escola do Exército, fez o tirocínio na Escola Prática de Artilharia e, em 1957, alcançou a patente de alferes. Em 1961 chega a Capitão, numa altura em que estava nos Açores, desde 1958. Cumpriu três comissões de serviço na Guerra Colonial em Angola, entre 1963-1965, 1966-1968, e 1971-1973.
Casou com Gabriela Maria da Câmara Athayde Motta (9 de Julho de 1941), da qual teve duas filhas e um filho.
A 15 de Junho de 1962 foi feito Oficial da Ordem Militar de São Bento de Avis.
Embora o seu nome surgisse entre os candidatos da Comissão Democrática Eleitoral às eleições legislativas de 1969, pelo Círculo de Ponta Delgada, as autoridades militares impediram a sua apresentação a escrutínio. Major em 1972, ingressou no Movimento dos Capitães em 1973. Foi um dos estrategas da Revolução dos Cravos, tendo sido o redactor principal, em Março de 1974, do documento O Movimento das Forças Armadas e a Nação, o primeiro texto de conteúdo claramente político do Movimento dos Capitães. De seguida foi co-autor do programa do MFA, pertencendo à sua comissão coordenadora depois do 25 de Abril de 1974.
Foi várias vezes ministro nos governos provisórios: foi ministro sem pasta do II Governo Provisório, liderado por Vasco Gonçalves, e assumiu a pasta dos Negócios Estrangeiros nos IV e VI Governos provisórios, de Vasco Gonçalves e Pinheiro de Azevedo, respectivamente. Negociou a independência da Guiné-Bissau e integrou o Conselho dos Vinte, o Conselho da Revolução e o Conselho de Estado. Notabilizou-se ainda por ter participado activamente na elaboração do Programa de Acção Política e Económica, em Dezembro de 1974, e do Documento dos Nove, em Agosto de 1975, conhecido como "Documento Melo Antunes", por dele ter sido o primeiro subscritor. Entre 1986 e 1988, foi subdiretor-geral da UNESCO.
Aderiu ao PS em 1991.
A 24 de Setembro de 1983 foi agraciado com a Grã-Cruz da Ordem da Liberdade.
Reformou-se com o posto de Tenente-Coronel.